# Jérémy Stravius
Jérémy Stravius (Abbeville (Somme), 14 juli 1988) is een Franse zwemmer. Hij vertegenwoordigde zijn vaderland op de Olympische Zomerspelen 2012 in Londen en op de Olympische Zomerspelen 2016 in Rio de Janeiro.

## Carrière
Bij zijn internationale debuut, op de wereldkampioenschappen zwemmen 2009 in Rome, werd Stravius uitgeschakeld in de halve finales van de 100 meter rugslag, samen met Hugues Duboscq, Clément Lefert en Alain Bernard eindigde hij als vijfde op de 4x100 meter wisselslag. Op de Europese kampioenschappen kortebaanzwemmen 2009 in Istanboel eindigde Stravius als achtste op de 100 meter rugslag, op de 200 meter rugslag strandde hij in de series en op de 4x50 meter vrije slag veroverde hij samen met Amaury Leveaux, David Maitre en Frédérick Bousquet de Europese titel. Samen met Hugues Duboscq, Romain Sassot en David Maitre zwom hij in de series van de 4x50 meter wisselslag, in de finale legde Duboscq samen met Benjamin Stasiulis, Frédérick Bousquet en Amaury Leveaux beslag op de bronzen medaille. Voor zijn aandeel in de series werd Stravius beloond met de bronzen medaille.
Tijdens de Europese kampioenschappen zwemmen 2010 in Boedapest sleepte Stravius de zilveren medaille in de wacht op de 100 meter rugslag, op de 50 meter rugslag eindigde hij op de vijfde plaats. Op de 4x200 meter vrije slag veroverde hij samen met Yannick Agnel, Clément Lefert en Antton Haramboure de bronzen medaille. Samen met Hugues Duboscq, Clément Lefert en William Meynard vormde hij een team in de series van de 4x100 meter wisselslag, in de finale legde Duboscq samen met Camille Lacourt, Frédérick Bousquet en Fabien Gilot beslag op de Europese titel. Voor zijn inspanningen in de series ontving Stravius eveneens een gouden medaille. In Dubai nam Stravius deel aan de wereldkampioenschappen kortebaanzwemmen 2010. Op dit toernooi eindigde hij als zevende op zowel de 50 als de 100 meter rugslag, op de 4x200 meter vrije slag sleepte hij samen met Yannick Agnel, Fabien Gilot en Clément Lefert de bronzen medaille in de wacht. Samen met Hugues Duboscq, Clément Lefert en Yannick Agnel zwom hij in de series van de 4x100 meter wisselslag, in de finale eindigde Duboscq samen met Camille Lacourt, Frédérick Bousquet en Fabien Gilot op de vierde plaats.
Op de wereldkampioenschappen zwemmen 2011 in Shanghai werd Stravius, ex aequo met zijn landgenoot Camille Lacourt, wereldkampioen op de 100 meter rugslag. Op de 4x100 meter vrije slag veroverde hij samen met Alain Bernard, William Meynard en Fabien Gilot de zilveren medaille, samen met Yannick Agnel, Grégory Mallet en Fabien Gilot legde hij, op de 4x200 meter vrije slag, beslag op de zilveren medaille. Op de 4x100 meter wisselslag werd hij samen met Hugues Duboscq, Florent Manaudou en Fabien Gilot uitgeschakeld in de series.
Tijdens de Europese kampioenschappen kortebaanzwemmen 2012 in Debrecen eindigde de Fransman als zevende op de 100 meter rugslag, op de 200 meter vrije slag strandde hij in de series. Samen met Amaury Leveaux, Alain Bernard en Frédérick Bousquet sleepte hij de Europese titel in de wacht op de 4x100 meter vrije slag. In Londen nam Stravius deel aan de Olympische Zomerspelen van 2012. Op dit toernooi zwom hij samen met Amaury Leveaux, Alain Bernard en Clément Lefert in de series van de 4x100 meter vrije slag, in de finale veroverden Leveaux en Lefert samen met Fabien Gilot en Yannick Agnel olympisch goud. Op de 4x200 meter vrije slag zwom hij samen met Grégory Mallet, Amaury Leveaux en Clément Lefert, in de finale legden Mallet, Leveaux en Lefert samen met Yannick Agnel beslag op de zilveren medaille. Voor zijn aandeel in de series van beide estafette werd Stravius beloond met een gouden en een zilveren medaille. Op de Europese kampioenschappen kortebaanzwemmen 2012 in Chartres werd de Fransman Europees kampioen op de 50 en de 100 meter rugslag, op de 200 meter wisselslag sleepte hij de zilveren medaille in de wacht. Samen met Florent Manaudou, Frédérick Bousquet en Amaury Leveaux veroverde hij de Europese titel op de 4x50 meter vrije slag, op de 4x50 meter wisselslag legde hij samen met Giacomo Perez Dortona, Frédérick Bousquet en Florent Manaudou beslag op de Europese titel.

### 2013-2016
Tijdens de wereldkampioenschappen zwemmen 2013 in Barcelona veroverde Stravius de zilveren medaille op de 50 meter rugslag en de bronzen medaille op de 100 meter rugslag, daarnaast strandde hij in de series van de 200 meter wisselslag. Samen met Yannick Agnel, Florent Manaudou en Fabien Gilot werd hij wereldkampioen op de 4x100 meter vrije slag. Op de 4x100 meter wisselslag sleepte hij samen met Camille Lacourt, Giacomo Perez Dortona en Fabien Gilot de wereldtitel in de wacht. Samen met Yannick Agnel, Lorys Bourelly en Grégory Mallet eindigde hij als vierde op de 4x200 meter vrije slag. Op de Europese kampioenschappen kortebaanzwemmen 2013 in Herning prolongeerde de Fransman zijn Europese titels op de 50 en de 100 meter rugslag, op de 100 meter vlinderslag legde hij beslag op de zilveren medaille. Daarnaast eindigde hij als vijfde op de 50 meter vlinderslag. Op de 4x50 meter vrije slag eindigde hij samen met Fabien Gilot, Clément Mignon en Mehdy Metella op de vierde plaats. Samen met Fabien Gilot, Mélanie Henique en Anna Santamans eindigde hij als vijfde op de gemengde 4x50 meter vrije slag. Op de gemengde 4x50 meter wisselslag eindigde hij samen met Giacomo Perez Dortona, Mélanie Henique en Anna Santamans op de zesde plaats.
In Berlijn nam Stravius deel aan de Europese kampioenschappen zwemmen 2014. Op dit toernooi behaalde hij de zilveren medaille op zowel de 50 als de 100 meter rugslag. Samen met Mehdy Metella, Fabien Gilot en Florent Manaudou werd hij Europees kampioen op de 4x100 meter vrije slag. Op de 4x100 meter wisselslag sleepte hij samen met Giacomo Perez Dortona, Mehdy Metella en Fabien Gilot de zilveren medaille in de wacht. Samen met Yannick Agnel, Lorys Bourelly en Clément Mignon eindigde hij als vierde op de 4x200 meter vrije slag.
Tijdens de wereldkampioenschappen zwemmen 2015 in Kazan werd de Fransman uitgeschakeld in de halve finales van de 100 meter vrije slag en de 50 en de 100 meter rugslag. Op de 4x100 meter vrije slag prolongeerde hij samen met Mehdy Metella, Florent Manaudou en Fabien Gilot de wereldtitel.
Op de Europese kampioenschappen zwemmen 2016 in Londen eindigde Stravius als vierde op de 100 meter vrije slag. Samen met Lorys Bourelly, Yannick Agnel en Jordan Pothain eindigde hij als vijfde op de 4x200 meter vrije slag. In Rio de Janeiro nam de Fransman deel aan de Olympische Zomerspelen van 2016. Op dit toernooi strandde hij in de series van zowel de 100 meter vrije slag als de 100 meter vlinderslag. Samen met Mehdy Metella, Florent Manaudou en Fabien Gilot veroverde hij de zilveren medaille op de 4x100 meter vrije slag. Op de 4x100 meter wisselslag werd hij samen met Camille Lacourt, Theo Bussière en Clément Mignon uitgeschakeld in de series.

## Internationale toernooien
| Jaar | Olympische Spelen                                                                                              | WK langebaan | WK kortebaan                                                                                                | EK langebaan                                                                                          | EK kortebaan |
| ---- | --- | --- | --- | --- | --- |
| 2009 | | 12e 100m rugslag 5e 4x100m wisselslag                                                                            | | | serie 200m vrije slag · 8e 100m rugslag · 15e 200m rugslag · 4x50m vrije slag · 4x50m wisselslag · Stravius zwom enkel de series                     |
| 2010 | | | 7e 50m rugslag · 7e 100m rugslag · 4x200m vrije slag · 4e 4x100m wisselslag · Stravius zwom enkel de series | 5e 50m rugslag · 100m rugslag · 4x200m vrije slag · 4x100m wisselslag · Stravius zwom enkel de series | geen deelname |
| 2011 | | 100m rugslag · 4x100m vrije slag · 4x200m vrije slag · 9e 4x100m wisselslag                                      | | | geen deelname |
| 2012 | 4x100m vrije slag · Stravius zwom enkel de series · 4x200m vrije slag · Stravius zwom enkel de series          | | geen deelname                                                                                               | 25e 200m vrije slag · 7e 100m rugslag · 4x100m vrije slag                                             | 50m rugslag · 100m rugslag · 200m wisselslag · 4x50m vrije slag · 4x50m wisselslag · 4x50m wisselslag gemengd                                        |
| 2013 | | 100m rugslag · 100m rugslag · 17e 200m wisselslag · 4x100m vrije slag · 4e 4x200m vrije slag · 4x100m wisselslag | | | 50m rugslag · 100m rugslag · 5e 50m vlinderslag · 100m vlinderslag · 4e 4x50m vrije slag · 5e 4x50m vrije slag gemengd · 6e 4x50m wisselslag gemengd |
| 2014 | | | geen deelname                                                                                               | 50m rugslag · 100m rugslag · 4x100m vrije slag · 4e 4x200m vrije slag · 4x100m wisselslag             | |
| 2015 | | 13e100m vrije slag · 9e 100m rugslag · 15e 100m rugslag · 4x100m vrije slag                                      | | | geen deelname |
| 2016 | 18e 100m vrije slag · serie 200m vrije slag · 17e 100m vlinderslag · 4x100m vrije slag · 10e 4x100m wisselslag | | 6-11 december                                                                                               | 4e 100m vrije slag 5e 4x200m vrije slag                                                               | |

## Persoonlijke records
Bijgewerkt tot en met 3 april 2016
Kortebaan
| Afstand          | Tijd    | Datum            | Plaats    |
| ---------------- | ------- | ---------------- | --------- |
| 100m vrije slag  | 47,44   | 6 december 2013  | Dijon     |
| 200m vrije slag  | 1.43,62 | 22 november 2015 | Angers    |
| 50m rugslag      | 22,85   | 27 augustus 2016 | Chartres  |
| 100m rugslag     | 49,57   | 7 december 2013  | Dijon     |
| 200m rugslag     | 1.52,97 | 10 december 2009 | Istanboel |
| 100m vlinderslag | 50,04   | 12 december 2013 | Herning   |
| 200m wisselslag  | 1.54,00 | 22 november 2012 | Chartres  |

Langebaan
| Afstand          | Tijd    | Datum           | Plaats      |
| ---------------- | ------- | --------------- | ----------- |
| 100m vrije slag  | 47,97   | 1 april 2016    | Montpellier |
| 200m vrije slag  | 1.45,61 | 14 april 2013   | Rennes      |
| 50m rugslag      | 24,45   | 3 augustus 2013 | Barcelona   |
| 100m rugslag     | 52,76   | 26 juli 2011    | Shanghai    |
| 200m rugslag     | 1.58,49 | 26 juni 2011    | Parijs      |
| 100m vlinderslag | 51,66   | 3 april 2016    | Montpellier |
| 200m wisselslag  | 1.57,89 | 11 april 2013   | Rennes      |